# ناحیه ایمبرس، شهرستان سنت لوئیس، مینه سوتا
ناحیه ایمبرس (به انگلیسی: Embarrass Township) یک منطقهٔ مسکونی در ایالات متحده آمریکا است که در شهرستان سنت لوئیس، مینه‌سوتا واقع شده‌است.
 ناحیه ایمبرس ۸۴٫۹ کیلومتر مربع مساحت و ۶۰۷ نفر جمعیت دارد و ۴۵۵ متر بالاتر از سطح دریا واقع شده‌است.